# 莱昂·戈蒂埃 (士兵)
莱昂·戈蒂埃（法語：Léon Gautier，1922年10月27日—2023年7月3日）为第二次世界大战期间自由法国的士兵，亦是所有参加过诺曼底登陆的法军士兵中最后一位逝世者。

## 生平

### 早年生活及军旅生涯
莱昂·戈蒂埃于1922年10月27日生于布列塔尼雷恩，在二战爆发时担任负责车身制造的学徒工。随后年仅17岁的戈蒂埃加入了法国海军，并以孤拔号战列舰炮手的身份参加了瑟堡及维尔河的保卫战。在德国占领法国前，戈蒂埃逃亡了英国。当他于1940年得知自由法国组织后，他决定投奔夏尔·戴高乐，并参与了1940年7月14日在伦敦举行的自由法国海军阅兵仪式。戈蒂埃在此之后还曾在商船加卢瓦号上担任海军陆战队步枪手并于絮库夫号潜艇上服役，该潜艇曾前往非洲及中东执行军事任务。
戈蒂埃参加了在刚果、叙利亚和黎巴嫩的军事行动，之后加入了由菲利普·基弗率领的第1海军步枪兵突击队。随后他参加了诺曼底登陆战，在此期间他所在部队近一半以上的士兵不幸阵亡。不过由于其脚踝受伤的缘故，在此后的战斗中戈蒂埃的参与程度十分有限。

### 战后
戈蒂埃在战后成为了和平活动家，并宣称战争是“以寡妇和孤儿告终的苦难”。之后他在英国担任了七年钣金工，并又搬到喀麦隆和尼日利亚工作了七年。随后他于1992年搬到了诺曼底的小镇维斯特雷阿姆，并成为了突击队协会法国分会主席。他与其曾经的敌人前德国士兵约翰内斯·博尔纳保持着友谊，这段友谊成为了作家让-夏尔·斯塔西的创作素材。

## 个人生活及逝世
莱昂·戈蒂埃的妻子名叫多萝西·班克斯，是他在1943年9月于英国驻扎时认识的。他们的婚姻关系一直持续到2016年多萝西逝世。这对夫妇共育有两个女儿。戈蒂埃于2023年7月3日因肺部感染在卡昂的一家医院逝世，享嵩寿100岁，时任法国总统埃马纽埃尔·马克龙称赞其“兼具战士及和平缔造者的美德”。